# Ilja Muromiec (postać)

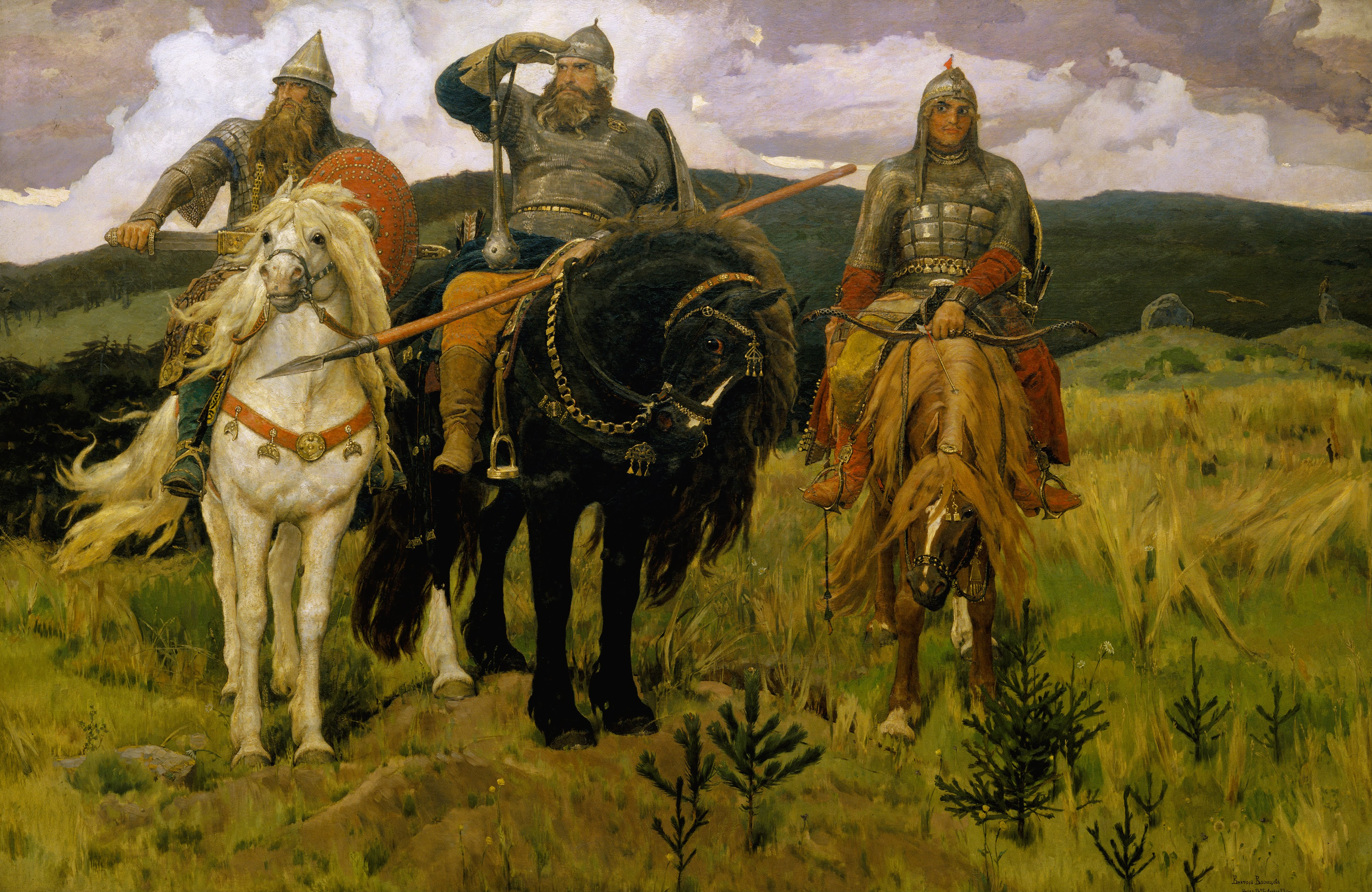
Mocarze Wiktora Wasniecowa, od lewej: Dobrynia Nikiticz, Ilja Muromiec i Alosza Popowicz

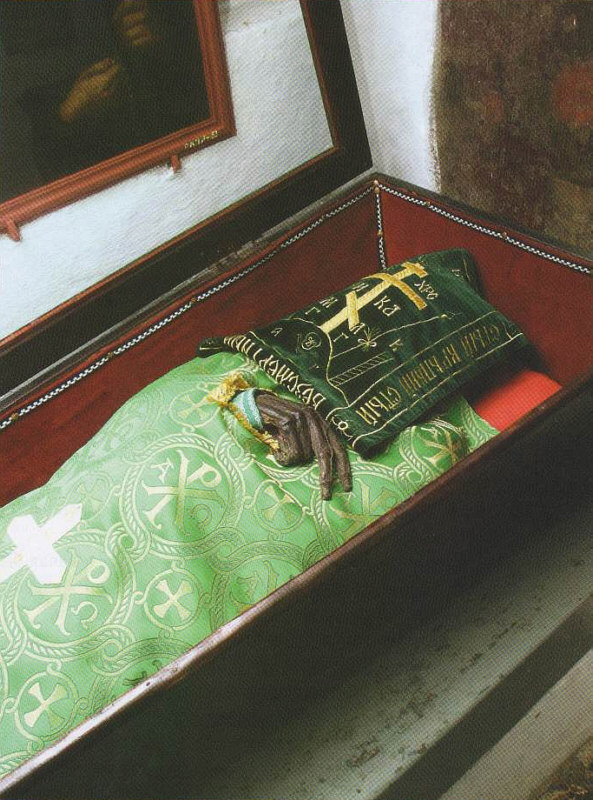
Domniemane szczątki Ilji Muromca przechowywane w kijowskiej Ławrze Peczerskiej, widoczna jest prawica bohatera

Ilja Muromiec (ukr. Ілля́ Муромець, ros. Илья Муромец) – jeden z ruskich bohaterów. Jego imię jest sławione w wielu ruskich bylinach (ludowych poematach). Pospołu z Dobrynią Nikiticzem i Aloszą Popowiczem uważany jest za jednego z najważniejszych ruskich bohaterów, odpowiedników europejskiego rycerstwa.
Według legend Ilja, syn chłopa, urodził się we wsi Karaczarowo, nieopodal Muromia. W latach młodzieńczych przebył poważną chorobę i nie mógł chodzić aż do 33 roku życia, kiedy to został cudownie uzdrowiony przez dwóch pielgrzymów. Następnie otrzymał nadludzką siłę od umierającego olbrzyma Swiatogora, po czym Ilja wyruszył wyswobodzić Kijów i służyć tamtejszemu księciu, Włodzimierzowi. Po drodze w pojedynkę udało mu się obronić miasto Czernihów przed tatarską inwazją, w następstwie czego lokalny władca zaoferował mu tytuł szlachecki, jednakże Ilja nie zdecydował się na pozostanie w gościnnym grodzie. Dalej w Lesie Briańskim zabił zamieszkującego las potwora Sołowieja-Razbojnika, który dysponował umiejętnością mordowania podróżników za pomocą swojego gwizdu. 
W Kijowie Ilja został czołowym bohaterem księcia Włodzimierza i obronił Ruś przed licznymi atakami przypuszczanymi przez plemiona stepowe, m.in. Kalina, legendarnego cara Złotej Ordy. Hojny i prostolinijny, ale zarazem nieobliczalny, Ilja pewnego razu zniszczył wszystkie strzeliste wieże kijowskich kościołów, mszcząc się za to, że książę Włodzimierz nie zaprosił go na ucztę. Wkrótce zresztą został obłaskawiony, gdy książę kazał po niego posłać. 
Jest jedynym legendarnym ruskim bohaterem kanonizowanym przez rosyjską Cerkiew prawosławną. 
Imię Ilji Muromca stało się synonimem niewiarygodnej siły fizycznej i umysłowej, uczciwości, jak również poświęcenia w imię obrony ojczyzny i ludu; na przestrzeni wieków stał się bohaterem licznych filmów, obrazów, posągów, kreskówek i anegdot. 
Chociaż szczątki Ilji Muromca są rzekomo przechowywane w kijowskiej Ławrze Peczerskiej, to bohater stanowi raczej konglomerat licznych prawdziwych i fikcyjnych bohaterów, wywodzących się z diametralnie różnych epok. Z tego względu Ilja rzekomo służył księciu kijowskiemu Włodzimierzowi, panującemu w latach 980-1015, zmagał się z Batu-Chanem (około 1205-1255), założycielem Złotej Ordy, jak również ocalił Konstantyna "kochającego Boga", cesarza Konstantynopola, przed potworem (było wielu cesarzy bizantyjskich o imieniu Konstantyn, jednak żaden z nich nie żył ani w czasach księcia Włodzimierza, ani za Batu-Chana, a do przydomka "kochający Boga" najlepiej pasuje Konstantyn XI, 1405-1453).
W oparciu o motywy zaczerpnięte z legend o Ilji Muromcu Reinhold Glière skomponował w 1911 roku III Symfonię h-moll Op.42.